# Fillmore (Cars)

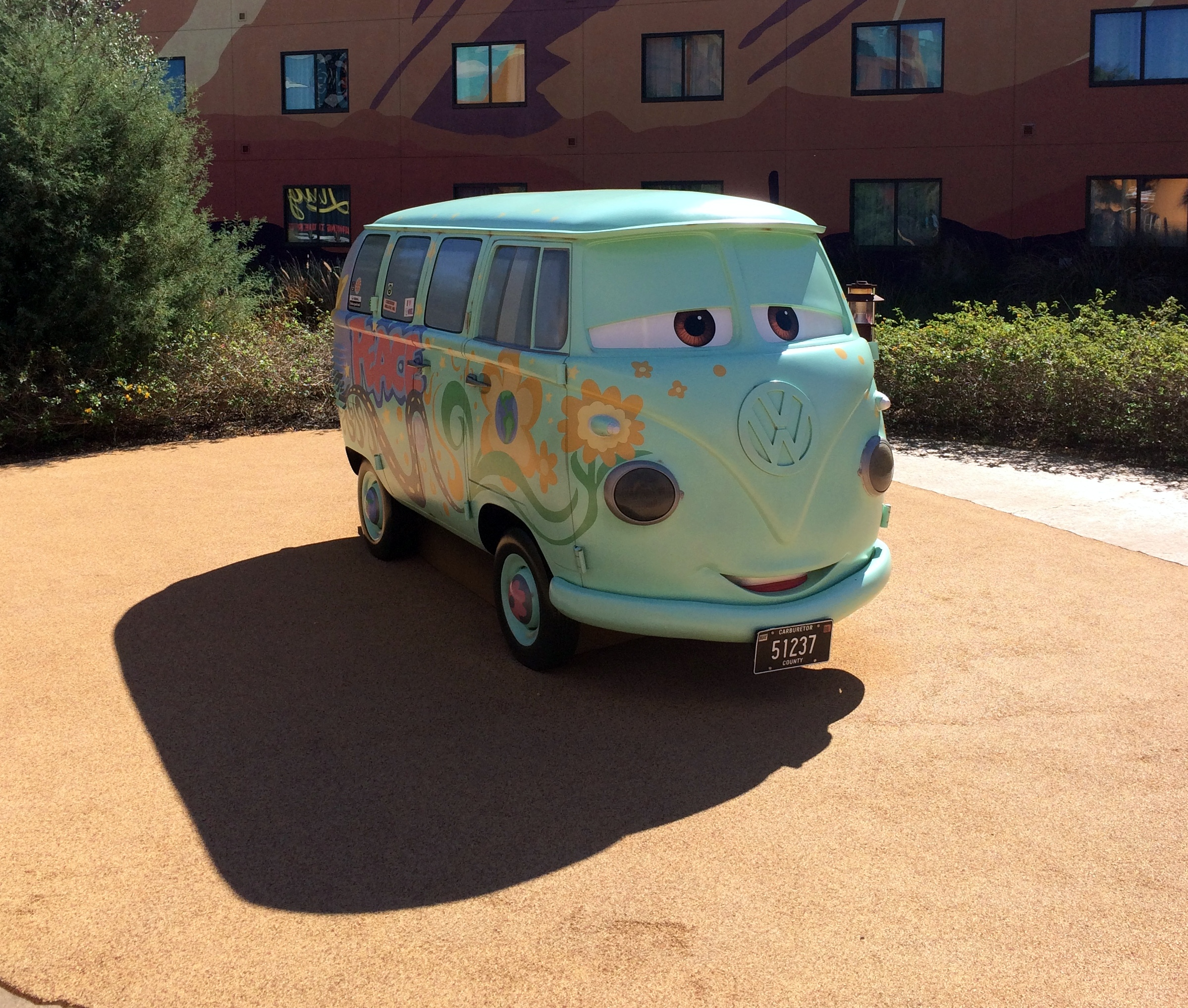
Fillmore en Disney World.

Fillmore (basado en el artista de Route 66 Bob Waldmire — no reconocido en los créditos de la película — y con la voz de George Carlin en Cars, el videojuego Cars, Mate y la luz fantasma, y Cars Toons (a través de archivos), Scott Wood en Cars: la Copa Internacional de Mate, Mark Silverman en Cars: Race-O-Rama y Lloyd Sherr en Cars 2, el segundo videojuego Cars y Cars 3) es un microbús Volkswagen Tipo 2 de finales de 1950 y a principios de 1960 vintage como lo demuestran sus señales de giro y ventana trasera. La matrícula de Fillmore dice "51237", un huevo de Pascua que es una referencia al 12 de mayo de 1937, la fecha de nacimiento de George Carlin, y también es el código postal de George, Iowa.
Fillmore originalmente iba a ser llamado Waldmire, después de un residente de Ruta 66, pero Waldmire, un vegano, no quería que se usara su nombre, porque los juguetes Fillmore aparecerían en Happy Meals en McDonald's. 
Doblaje castellano: 
Luís Marín (Cars y Cars 2) 
Alejandro “Peyo” García
(Historias de Radiador Springs)
Xerardo Couto (Cars 3)
Txema Moscoso (Cars: En la carretera)
América Latina Dub:
Eduardo Tejedo

## Descripción
Es una furgoneta hippie que reside en Radiador Springs. Fabrica su propia gasolina orgánica. Es el vecino de Sarge, a quien suele sacar de sus casillas.

### Aparición

#### Cars
Es un hippie estereotipado, ya que tiene pegatinas del signo de paz y flores con su matrícula posicionada para parecerse a un parche del alma. Su nombre es una referencia al Fillmore East, un lugar que fue un epicentro de las actuaciones de rock a lo largo de las décadas de 1960 y 1970 (The Allman Brothers, The Grateful Dead, y Jimi Hendrix hicieron grabaciones notables en vivo allí, por nombrar algunas). Es dueño de una tienda de combustible orgánico (Fillmore's Organic Fuel) que cuenta con varios sabores, y cree que las compañías de gasolina están mintiendo al público. Se supone que fuma marihuana, ya que se hace referencia indirectamente cuando habla de su consumo de combustible orgánico. Por la mañana, cuando el vecino de al lado Sarge toca Reveille y levanta la Bandera de los Estados Unidos, Fillmore interrumpe la reveille de la corneta del sargento con la interpretación de Jimi Hendrix de "The Star-Spangled Banner". Esto es para la irritación del sargento, como le grita a Fillmore:
Sargento: "¿Quieres apagar a esa basura irrespetuosa?!"
Fillmore: "¡Respeta los clásicos, hermano! ¡Es Hendrix!"
A pesar de esto, es amigo del sargento, y los dos se pueden ver charlando a lo largo de la película.
Tiene una pegatina en la parte trasera que dice "Freno para Jackalopes". El jackalope es una criatura mítica que aparece en el corto teatral Boundin', que se muestra con Los Increíbles. Otra pegatina dice "Guardar animación 2D". Ha aparecido en todos los juegos de Disney Cars hasta ahora. Como la voz de George Carlin, la voz de Fillmore es similar a "Al Sleet, el meteorólogo hippy-dippy", una parte de la rutina de comedia de Carlin en la década de 1970.

#### Cars 2
Fillmore reaparece en Cars 2, uniéndose a la tripulación de McQueen como experto en combustible para el Gran Prix Mundial. Fillmore fue relanzado debido a la muerte de George Carlin, y fue expresado por Lloyd Sherr. Fillmore inicialmente apoya Allinol ya que supuestamente no utiliza aceite, incluso convencer a McQueen es seguro después de varios accidentes que involucran a otros coches que utilizan Allinol. Sin embargo, para la carrera final, El sargento reemplaza a Allinol de McQueen por el combustible orgánico de Fillmore, que es lo que impide que Rayo muera en la carrera. 

#### Cars 3
Aparece en Cars 3, una vez más un miembro de la tripulación de Rayo como su fueler con Luigi y Guido manejando los neumáticos de McQueen.